# Rodrigo José Rivera
Rodrigo José Rivera Sánchez (Ciudad Arce, La Libertad, El Salvador; 16 de agosto de 1992) es un futbolista salvadoreño. Juega como pivote y su equipo actual es el Club Deportivo FAS de la Primera División de El Salvador.

## Trayectoria

### Juventud Independiente
Fue formado en la Juventud Independiente. El 20 de agosto de 2011 debutó oficialmente en el equipo mayor  contra la Universidad de El Salvador, partido que acabó 1 - 0 en contra de la Juve.

### Alianza
Cuatro años en el cuadro arqueológico, Rivera ficha por el Alianza.

### Santa Tecla
Luego de su exitoso paso por el cuadro albo por tres años, Rodrigo llega al Santa Tecla.

### FAS
En el 2022, Rivera llegó al FAS.

## Clubes
Actualizado al último partido jugado el 18 de mayo de 2025.
| Club Deportivo Juventud Independiente · El Salvador | 1.ª                 | 2011-12             | 11  | 0  | - | - | -  | - | 11  | 0  |
| Club Deportivo Juventud Independiente · El Salvador | 1.ª                 | 2012-13             | 15  | 1  | - | - | -  | - | 15  | 1  |
| Club Deportivo Juventud Independiente · El Salvador | 1.ª                 | 2013-14             | 17  | 0  | - | - | -  | - | 17  | 0  |
| Club Deportivo Juventud Independiente · El Salvador | 1.ª                 | 2014-15             | 28  | 5  | - | - | -  | - | 28  | 5  |
| Club Deportivo Juventud Independiente · El Salvador | Total               | Total               | 71  | 6  | 0 | 0 | 0  | 0 | 71  | 6  |
| Alianza Fútbol Club · El Salvador                   | 1.ª                 | 2015-16             | 44  | 5  | - | - | -  | - | 44  | 5  |
| Alianza Fútbol Club · El Salvador                   | 1.ª                 | 2016-17             | 44  | 1  | - | - | 3  | 0 | 47  | 1  |
| Alianza Fútbol Club · El Salvador                   | 1.ª                 | 2017-18             | 17  | 0  | - | - | -  | - | 17  | 0  |
| Alianza Fútbol Club · El Salvador                   | Total               | Total               | 105 | 6  | 0 | 0 | 3  | 0 | 108 | 6  |
| Santa Tecla Fútbol Club · El Salvador               | 1.ª                 | 2018-19             | 39  | 2  | - | - | 2  | 0 | 41  | 2  |
| Santa Tecla Fútbol Club · El Salvador               | 1.ª                 | 2019-20             | 20  | 2  | - | - | 4  | 0 | 24  | 2  |
| Santa Tecla Fútbol Club · El Salvador               | 1.ª                 | 2020-21             | 34  | 2  | - | - | -  | - | 34  | 2  |
| Santa Tecla Fútbol Club · El Salvador               | 1.ª                 | 2021                | 6   | 0  | - | - | -  | - | 6   | 0  |
| Santa Tecla Fútbol Club · El Salvador               | Total               | Total               | 99  | 6  | 0 | 0 | 6  | 0 | 105 | 6  |
| Club Deportivo FAS · El Salvador                    | 1.ª                 | 2022                | 19  | 0  | - | - | -  | - | 19  | 0  |
| Club Deportivo FAS · El Salvador                    | 1.ª                 | 2022-23             | 33  | 0  | - | - | -  | - | 33  | 0  |
| Club Deportivo FAS · El Salvador                    | 1.ª                 | 2023-24             | 39  | 1  | - | - | 4  | 0 | 43  | 1  |
| Club Deportivo FAS · El Salvador                    | 1.ª                 | 2024-25             | 30  | 1  | - | - | -  | - | 30  | 1  |
| Club Deportivo FAS · El Salvador                    | Total               | Total               | 121 | 2  | 0 | 0 | 4  | 0 | 125 | 2  |
| Club Deportivo Hércules · El Salvador               | 1.ª                 | 2025-26             |     |    |   |   |    |   |     |    |
| Club Deportivo Hércules · El Salvador               | Total               | Total               | 0   | 0  | 0 | 0 | 0  | 0 | 0   | 0  |
| Total en su carrera                                 | Total en su carrera | Total en su carrera | 396 | 20 | 0 | 0 | 13 | 0 | 409 | 20 |
| (2) No incluye goles en partidos amistosos.         |                     |                     |     |    |   |   |    |   |     |    |

Segunda División de El Salvador
| Club                                  | País        | Año         |
| ------------------------------------- | ----------- | ----------- |
| Club Deportivo Juventud Independiente | El Salvador | 2010 - 2011 |

### Selección nacional
| Selección                                  | Año                 | Partidos | Goles |
| ------------------------------------------ | ------------------- | -------- | ----- |
| El Salvador                                |                     |          |       |
| 2016                                       | 1                   | 0        |       |
| 2017                                       | 0                   | 0        |       |
| 2018                                       | 1                   | 0        |       |
| 2019                                       | 0                   | 0        |       |
| 2020                                       | 0                   | 0        |       |
| 2021                                       | 1                   | 0        |       |
| 2022                                       | 0                   | 0        |       |
| 2023                                       | 0                   | 0        |       |
| 2024                                       | 0                   | 0        |       |
| Total en su carrera                        | Total en su carrera | 3        | 0     |
| Estadísticas hasta el 29 de marzo de 2021. |                     |          |       |

### Palmarés
| Título           | Club        | País        | Torneo        |
| ---------------- | ----------- | ----------- | ------------- |
| Primera División | Alianza     | El Salvador | Apertura 2015 |
| Primera División | Alianza     | El Salvador | Apertura 2017 |
| Primera División | Alianza     | El Salvador | Clausura 2018 |
| Primera División | Santa Tecla | El Salvador | Apertura 2018 |
| Copa El Salvador | Santa Tecla | El Salvador | 2018-19       |
| Primera División | FAS         | El Salvador | Apertura 2022 |